# 忌部氏
忌部氏のち斎部氏（いんべうじ）は、古代朝廷における祭祀を担った氏族。天太玉命を祖とする流れと、天日鷲命を祖とする流れ（阿波忌部）、天道根命を祖とする流れ（紀伊忌部、讃岐忌部）の三種が有名で、いずれも神別（天神）に分類される。本項では、部民としての忌部（いんべ）についても解説する。

## 概要
氏族名の「忌（いむ）」が「ケガレを忌む」すなわち「斎戒」を意味するように、古代朝廷の祭祀を始めとして祭具作製・宮殿造営を担った氏族である。古代日本には各地に部民としての「忌部」が設けられていたが、狭義にはそれらを率いた中央氏族の忌部氏を指し、広義には率いられた部民の氏族も含める。
中央氏族としての忌部氏は、記紀の天岩戸神話にも現れる天太玉命を祖とする。現在の奈良県橿原市忌部町周辺を根拠地とし、各地の忌部を率いて中臣氏とともに古くから朝廷の祭祀を司った。「延喜式」にある祝詞には「御殿（おほとの）御門（みかど）等の祭には齋部氏の祝詞を申せ、 以外の諸の祭には、 中臣氏の祝詞を申せ」とあり、現在の中臣祭文とは別格であったことが窺える。
しかしながら、奈良時代頃から勢力を増長した中臣氏に地位は押されぎみとなり、固有の職掌にも就けない事態が増加していた。平安時代前期には、氏を忌部から「斎部」と改めたのち、斎部広成により『古語拾遺』が著された。しかし勢いを大きく盛り返すことはなく、祭祀氏族の座は中臣氏・大中臣氏に占有された。
部民としての忌部には、朝廷に属する公務員である品部（ともべ /しなべ=公的な職業集団）と、忌部氏の私有民である部曲（かきべ）の2種類が存在していた。事績が少なくなっていった中央氏族の齋部とは異なり、品部である各地の忌部には、玉を納める出雲、木を納める紀伊、木綿・麻を納める阿波、盾を納める讃岐などがあった。それらの品部の部民も後に忌部氏を名乗ったことが文献に見られている。こうした地方氏族は随所に跡を残している。

## 出自
『古事記』や『日本書紀』では、天岩戸の神話において天太玉命（あめのふとだまのみこと）と天児屋命（あめのこやねのみこと）が祭祀関係に携わったことが記され、両神は天孫降臨においてもともに付き従っている。そのうち天太玉命が忌部氏の祖、天児屋命が中臣氏の祖とされ、両氏は記紀編纂当時の朝廷の祭祀を司っていた。なお、記紀では天児屋命の方が天太玉命よりも重要な役割を担っているが、これは編纂当時の中臣氏と忌部氏の勢力差を反映しているとされる。逆に忌部氏側の『古語拾遺』ではその立場は逆転している。
天太玉命の出自については、『古語拾遺』では天太玉命は高皇産霊神（たかみむすびのかみ）の子であるとし、『新撰姓氏録』でもこれにならうが、『古事記』や『日本書紀』に出自の記載はなく真偽は明らかでない。

## 歴史
- 中央氏族としての忌部氏のみを記載

忌部氏は、5世紀後半から6世紀前半頃にその地位を確立したとされ、当初は「忌部首（おびと）」を名乗った。大和国高市郡金橋村忌部（現 奈良県橿原市忌部町）を本貫（根拠地）とし、現在も祖神の天太玉命を祀る天太玉命神社（式内名神大社）が残る。また、出雲・紀伊・阿波・讃岐等に設置されていた品部を掌握して物資を徴収したほか、祭具の作製や神殿・宮殿造営に携わった。
人物の初見は『日本書紀』大化元年（645年）条で、忌部首子麻呂が神幣を賦課するため美濃国に遣わされた。天武天皇元年（672年）の壬申の乱に際しては、忌部首子人（首または子首とも）は将軍大伴吹負に属し、荒田尾直赤麻呂とともに大和の古京を守備した。天武天皇9年（680年）には、子人は弟の色弗（色夫知/色布知）とともに連（むらじ）のカバネを賜った。さらに天武天皇13年（684年）には、他の連姓の50氏族とともに宿禰（すくね）のカバネを授かった。持統天皇4年（690年）には持統天皇の即位にあたって色弗が神璽の剣・鏡を奉じ、慶雲元年（704年）には子人が伊勢奉幣使に任じられた。
その後は中臣氏とともに伊勢奉幣使となる例となったが、次第に中臣氏の勢力に押され、奉幣使補任は減少した。そのため天平7年（735年）に忌部宿禰虫名・鳥麻呂らは忌部氏を奉幣使に任じるよう訴え、訴えは認められた。しかし天平勝宝9歳（757年）6月には中臣氏だけが任じられ他姓を認めないこととなった。その後は中臣氏（のち大中臣氏）の他氏排斥が著しくなり、忌部氏固有の職掌にさえ就けない例が生じることとなった。
延暦22年（803年）には忌部宿禰浜成の申請によって「斎部」と名を改めた。中臣氏との争いは、大同元年（806年）には「両氏相訴」という事態にまで発展し、同年の勅命により祈祷は両氏、常祀以外の奉幣使も両氏を公平に用いることと定められた。そして大同2年（807年）には斎部広成によって『古語拾遺』が著され、斎部氏の伝統と中臣氏批判がなされた。
しかし以後も斎部氏は中臣氏の勢力に押され、歴史の表舞台には見えなくなる。なお弘仁6年（815年）の『新撰姓氏録』では、神別（天神）に「斎部宿禰」として、高皇産霊尊の子の天太玉命の後裔である旨が記載されている。

## 忌部
忌部（いんべ）は、大化以前に設けられた部民の1つ。
大きく分けて、朝廷に属する品部（ともべ = 職業集団）と中央の忌部氏の部曲（かきべ = 私有民）の2種類が存在した。

### 分布
朝廷の品部としての「忌部」は、出雲・紀伊・阿波・讃岐が代表的なものとして明らかとなっている。『古語拾遺』では、天太玉命に従った5柱の神を「忌部五部神」として、各忌部の祖としている。
出雲忌部
- 地域：出雲国 - 現在の島根県松江市東忌部町・西忌部町周辺。

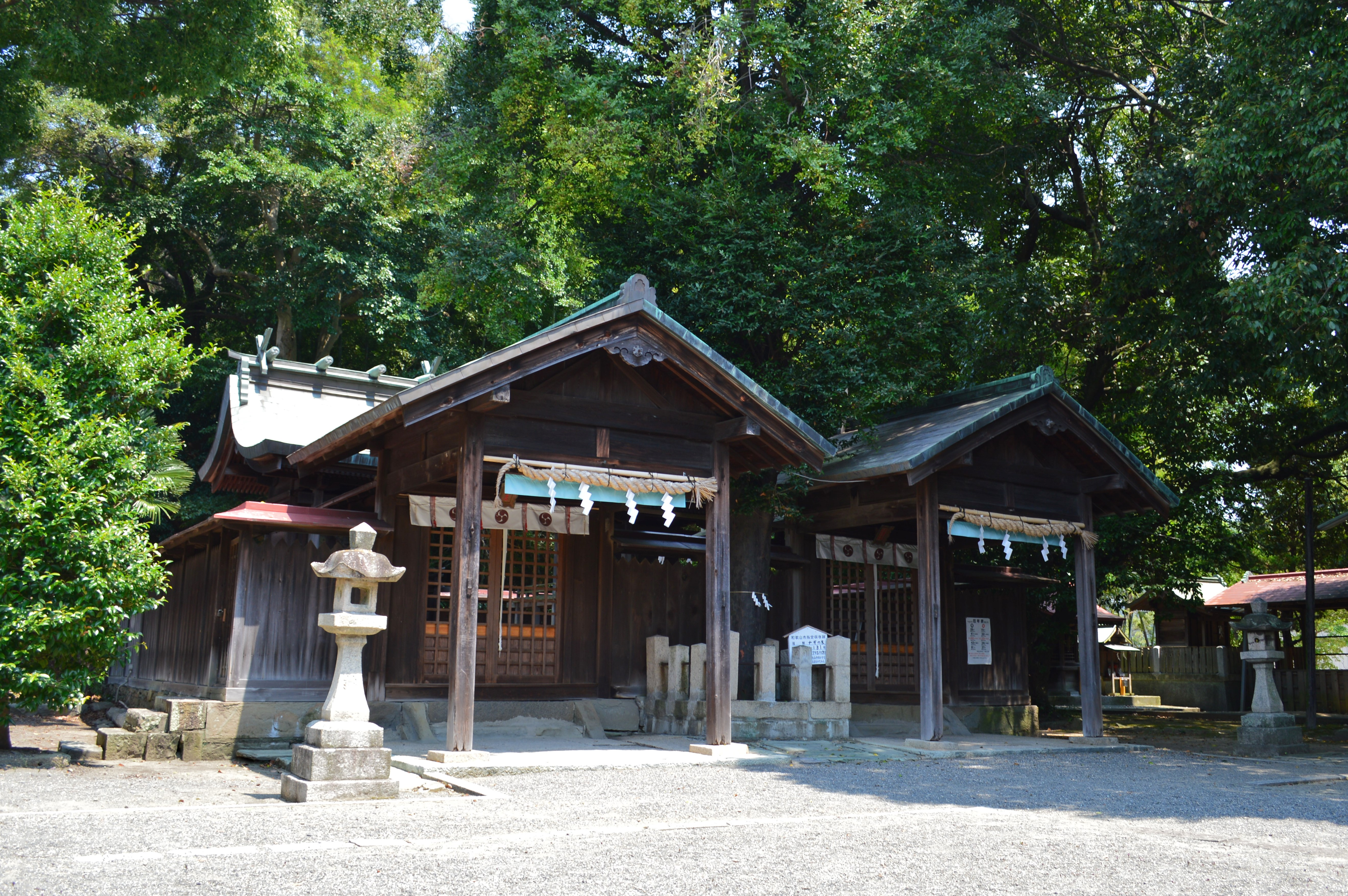
鳴神社（和歌山県和歌山市）

- 祖神：櫛明玉命 - 忌部五部神。
- 職掌：玉の貢納
- 関係地
  - 忌部神社（島根県松江市）

紀伊忌部
- 地域：紀伊国名草郡御木郷・麁香郷
『古語拾遺』では「御木」は木を採る忌部、「麁香」は殿を造る忌部がいたことによるとする。『和名類聚抄』では、紀伊国名草郡に忌部郷と神戸郷（忌部神戸か）が見え、和歌山県和歌山市鳴神の鳴神社付近に比定される。
- 祖神：彦狭知命 - 忌部五部神。
- 職掌：材木の貢納、宮殿・社殿造営
- 関係地
  - 鳴神社（和歌山県和歌山市） - 式内社（名神大）。

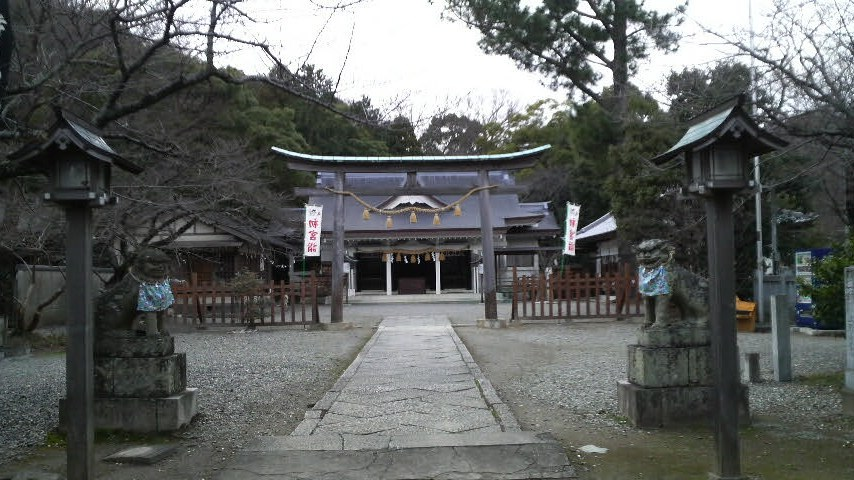
忌部神社（徳島県徳島市）

  - 和歌山市井辺（いんべ）

阿波忌部
- 地域：阿波国麻植郡忌部郷
『古語拾遺』では郡名「麻植」は阿波忌部が麻を植えたことによるとする。また後述のように『古語拾遺』には東遷説話が記されている。
- 祖神：天日鷲命 - 忌部五部神。
- 職掌：木綿・麻布の貢納
- 関係地
  - 大麻比古神社（徳島県鳴門市） - 式内社（名神大）。
  - 忌部神社 - 名神大社。論社に忌部神社（徳島県吉野川市）、後継社に忌部神社（徳島県徳島市）。

讃岐忌部
- 地域：讃岐国
- 祖神：手置帆負命 - 忌部五部神。
- 職掌：盾の貢納
- 関係地
  - 粟井神社（香川県観音寺市） - 式内社（名神大）。
  - 讃岐神社（奈良県北葛城郡広陵町） - 式内社。

また『古語拾遺』には筑紫・伊勢に天目一箇命（あめのまひとつのみこと：忌部五部神）を祖とする忌部があったと記し、この神に刀・斧・鉄鐸・鏡などを作らせたという記述がある。
このことから、鍛冶として刀・斧を貢納した忌部がいたものと推測されている。そのほか、備前・越前にも忌部が分布したと見られている。
これら忌部のうち、紀伊忌部は直接中央の忌部氏に隷属していたが、他の忌部は国造の管轄下にあり、国造を介して中央への上納を行なっていた。

### その他
四国の阿波、房総の安房に限らず、伊部（いんべ）・井辺（いんべ）など三重県や奈良県には忌部氏に関係すると見られる地名が残る。

## 主な忌部(部民)の後裔
- 織田氏（桓武平氏を称するが、その祖である平親真は忌部氏という説がある）
- 玉作氏（出雲忌部）
- 麻殖氏（社家、阿波忌部）
- 麻生氏（阿波忌部）
- 早雲氏（阿波忌部）
- 三木家（阿波忌部直系本家・現在でも天皇即位の際、大嘗祭に麁服を調進している）[5]

## 阿波忌部の東遷説話
『古語拾遺』等では、部民である阿波忌部による房総の地名起源として次の東遷説話が知られる。

### 記録

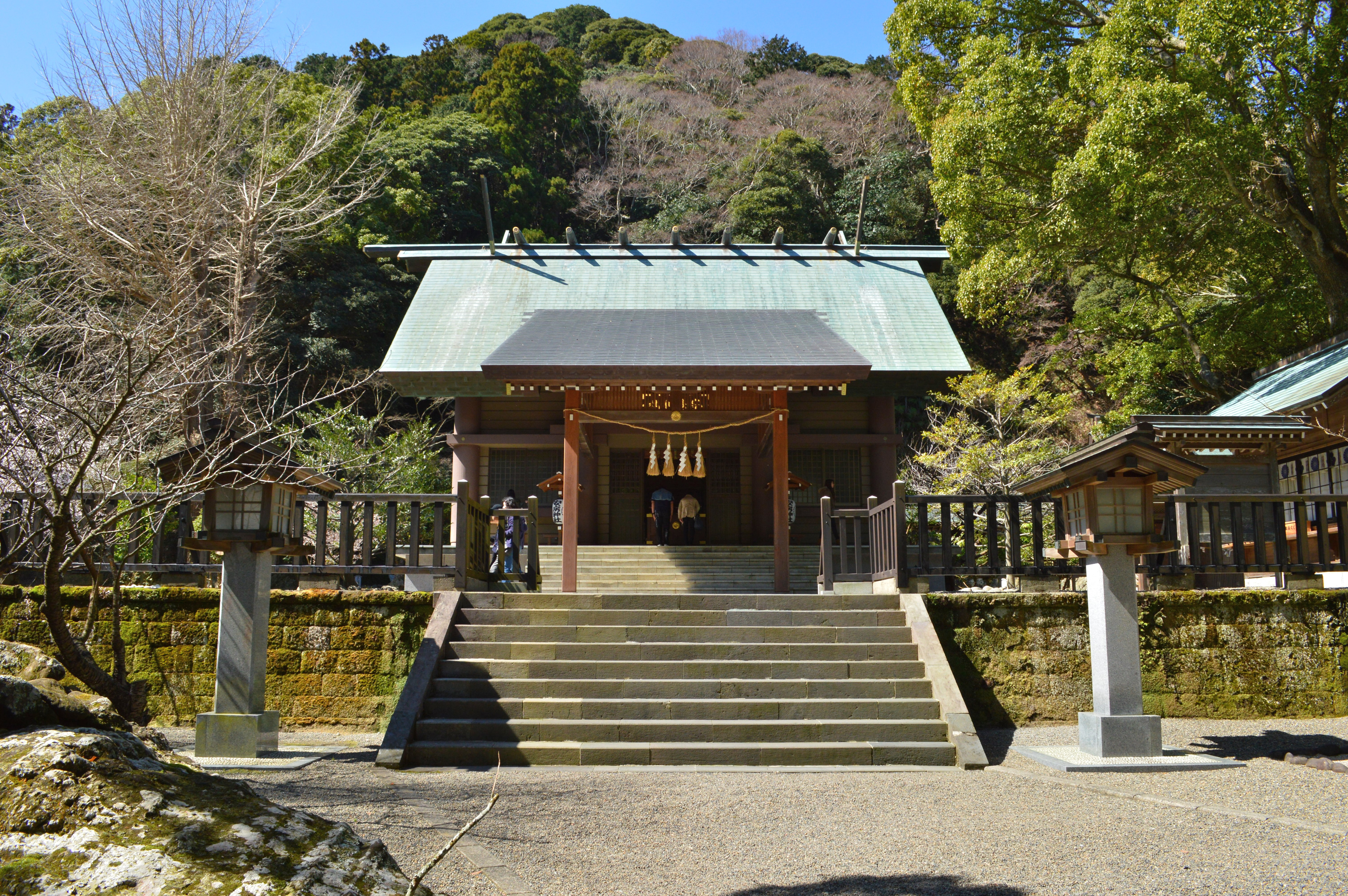
安房神社（千葉県館山市）

『古語拾遺』（大同2年（807年）成立）や『先代旧事本紀』の説話によれば、忌部氏遠祖の天富命（天太玉命の孫）は各地の斎部を率いて種々の祭祀具を作っていたが、さらに良い土地を求めようと阿波の斎部を率いて東に赴き、そこに麻（アサ）・穀（カジノキ）を植えたという。
同書では続けて、天富命が植えた麻が良く育ったのでその地を「総国（ふさのくに）」というようになり、また穀の木が育った地を「結城郡」というようになったとし（分注に、麻は「総（ふさ）」の古語とし、また上総国・下総国の2国がこれにあたるとする）、阿波斎部が移住した地は「安房郡」と名付けられたとする（分注に、これが安房国の国名になったとする）。また、同地には「太玉命社」を建てられ、これが「安房社」（現在の安房神社（千葉県館山市）に比定）にあたり、その神戸（神社付属の民戸）には斎部氏があるとも伝えている。

### 考証
説話のうちでは「総（ふさ）」を麻の古語とするが、現在までの研究では「総」の字に麻の意味はないとされている。そのため、「麻を束ねたもの」から「総」が連想されたとする説や、麻とは関係なく河川氾濫の土砂流による「ふさ（塞）」が原義で、これに「総」があてられたとする説が挙げられている。これらに対して、藤原京から出土した木簡のうちに「己亥年十月上捄国阿波評松里」として「総」の代わりに同訓の「捄（ふさ）」の表記が見え、『古語拾遺』の説話を簡単には信じられないながらも「房をなして実る物」という「捄」の意味は麻の実にも該当することから、大宝4年（704年）の国印頒布による表記統一以前に房総地域が実際には「捄」と称された可能性が指摘される。なお房総地域の「上下」の分割は「前後」の分割よりも古く、『帝王編年記』において上総国の成立を安閑天皇元年（534年）とすることから6世紀中葉と推測する説や、それより下る天智天皇朝（668年-672年）頃と推測する説がある（以上の詳細は「総国」を参照）。
『古語拾遺』では安房に移住した阿波忌部が「安房忌部」となったように記されているが、古代史料では、安房郡司や安房神社神職など在地関連人物で忌部氏の存在は知られず、むしろ安房地域に勢力を持ったのは膳大伴部（かしわでのおおともべ、単に大伴部とも）であった。なお、この膳大伴部は、『高橋氏文』逸文によれば膳氏（かしわでうじ、のち高橋氏）に統括されて天皇の食膳調達にあたったという部民氏族で、その人物名は国史・『先代旧事本紀』・平城京出土木簡に散見される。また阿波国造（安房国造）も同氏族の大伴直氏（伴直氏）であったことから、安房神社の祭祀および安房郡司はこの一族が務めた可能性が高いと考える説がある。
『古語拾遺』自体が中臣氏との勢力争いの中で正統性と格差是正の目的で編纂されたものであるため、一説として安房への東遷説話の造作には東国（特に常総地方）の中臣氏勢力と対抗する目的があったと指摘される。また、数少ない安房関係人物として天平2年（730年）の「安房国義倉帳」に安房国司の目と見える忌部宿禰登理万里（忌部鳥麻呂か。中央から赴任した可能性が高い）の存在から関連づけたと推測する説や、安房神社の祭祀・神戸に忌部氏の関与を仮定すればこれに阿波忌部が結びつけられたと推測する説、そのほか古くから黒潮を通じて人々の交流があったことが説話成立の背景にあると見る説などがある。

### 伝承地
千葉県域には天富命の東遷に関して多くの伝承地が残る。そのうち主なものは次の通り。
- 安房神社（千葉県館山市）
式内名神大社「安房坐神社」。「坐」は天太玉命神社（総氏神）を意識しての記載とする説がある[18]。昭和7年（1931年）には境内付近で海食洞窟および多数の人骨が発見され、安房神社側ではこれを忌部氏に仮託し「忌部塚」として祀る。
- 后神天比理乃咩命神社（天比理刀咩命神社）
式内大社。祭神は安房神の后神とされる。論社に洲崎神社と洲宮神社（ともに千葉県館山市。元々は同一神社か）。『類聚三代格』には「膳神」を祀る「阿房の刀自部」が見え、このような女性祭祀集団との関連性が指摘される[6]。
- 布良崎神社（千葉県館山市）
安房神の最初の鎮座地を称する。
- 下立松原神社
式内社。南房総市に論社2社。祭神に天日鷲命（阿波忌部祖）。
- 遠見岬神社（千葉県勝浦市）
天富命の没した地という。

## 忌部氏の系図とそれに対する批判
忌部氏の系図とされるものは、安房神社に伝わったとされる「安房国忌部家系」、下立松原神社に伝わったとされる「忌部岡島家系」、「斎部宿禰本系帳」の3種があり、現在国会図書館デジタルアーカイブにて公開されているが、これらの系図には国学者・小杉榲邨による頭書が記されている。その内容は、それぞれの系図に対する批判（鈴木真年による偽作を看破している）である。